# Боб Рафелсон
Роберт Боб Рафелсон (енгл. Bob Rafelson; IPA: 
; Њујорк, 21. фебруар 1933 — Аспен, 23. јул 2022) био је амерички филмски режисер, писац и продуцент. Његово најпознатије редитељско остварење је филм „Поштар увек звони двапут“. Отворио је међународни филмски фестивал ФЕСТ 2007. у Београду.

## Филмографија (енг.)
- Head (1968)
- Five Easy Pieces (Пет лаких комада) (1970)
- The King of Marvin Gardens (Краљ Марвинових вртова) (1972)
- Stay Hungry (1976)
- The Postman Always Rings Twice (Поштар увек звони двапут) (1981)
- Black Widow (Црна удовица) (1987)
- Mountains of the Moon (Месечеве планине) (1990)
- Man Trouble (1992)
- Tales of Erotica
- Blood and Wine (Крв и вино) (1996)
- Poodle Springs (1998)
- No Good Deed (2002)